# Bag (Hongrie)
Pour les articles homonymes, voir Bag.
Bag (hongrois : Bag [ˈbɒɡ]) est une localité hongroise située dans le comitat de Pest.

## Site et localisation

### Topographie et hydrographie
Bag se situe sur le versant nord-est des collines de Gödöllő, sur la rive droite du ruisseau Galga, à environ 39 kilomètres au nord-est de Budapest et à 13 kilomètres à l'est-nord-est de Gödöllő.

## Histoire
Le territoire de Bag est habité de manière continue depuis la préhistoire, comme en témoignent les nombreux vestiges archéologiques découverts à l'intérieur et autour du village. Les plus anciens remontent à la culture de la céramique linéaire du Néolithique, complétés par des objets de l'âge du cuivre, de l'âge du bronze et de l'époque romaine, mis au jour lors de fouilles archéologiques. Ces éléments confirment une occupation permanente du site, y compris pendant la période de domination ottomane, durant laquelle le village ne fut pas abandonné.
La première mention écrite connue de la localité date de 1394, sous la forme Baag. Le premier sceau communal conservé remonte à 1740. Le domaine fut d'abord probablement détenu par le clan Ákos, puis passa entre les mains de Sigismond de Luxembourg, des Báthory et, plus tard, de la famille Esterházy. En 1703, on dénombrait 68 chefs de famille assujettis à l'impôt dans le village.
En 1736, Antal Grassalkovich acheta un quart du domaine. Dix ans plus tard, il acquit le reste des terres de la localité. C'est lui qui fit construire l'église paroissiale dans les années 1770 et organisa l'installation de populations allemandes et slovaques dans la région.

## Population

### Minorités culturelles et religieuses
Lors du recensement de 2011, 88,4 % des habitants de Bag se sont identifiés comme Hongrois, 5,1 % comme Roms, 0,6 % comme Allemands, 0,7 % comme Roumains et 0,2 % comme Slovaques. Environ 11,4 % des personnes interrogées n'ont pas souhaité répondre à la question sur la nationalité. (En raison des identités multiples, la somme des pourcentages peut dépasser 100 %).
Concernant l'appartenance religieuse, 64,4 % des habitants se sont déclarés catholiques romains, 3,6 % réformés, 2,5 % luthériens et 6,3 % sans religion. 20,7 % des répondants n'ont pas indiqué leur appartenance religieuse.
Au recensement de 2022, 90,5 % de la population s'est déclarée hongroise, 2,2 % rom, 0,5 % allemande, 0,5 % roumaine, 0,2 % bulgare, 0,2 % ukrainienne, 0,2 % ruthène et arménienne, tandis que 2,7 % se sont identifiées à d'autres nationalités étrangères. Le taux de non-réponse était de 9,3 %.
Sur le plan religieux, 40,9 % des habitants se sont déclarés catholiques romains, 4,5 % réformés, 2,1 % luthériens, 0,4 % gréco-catholiques, 2,1 % autres chrétiens, 1,0 % autres catholiques, et 9,5 % sans confession. 39,1 % n'ont pas répondu à cette question.

## Équipements

### Vie culturelle
Fondé en 1950, le groupe folklorique Muharay (Muharay együttes) joue un rôle central dans la préservation et la transmission des traditions populaires à Bag. Il rassemble des membres de toutes les générations — enfants, adultes et aînés — et s'attache depuis des décennies à maintenir vivante la culture chorégraphique et le patrimoine folklorique hongrois authentique.
Le groupe s'est produit dans de nombreux pays, représentant l'héritage archaïque hongrois à l'international. Il a reçu de nombreuses distinctions et récompenses pour la qualité de son travail. Parmi celles-ci figure le prix Mihály Csokonai Vitéz pour le travail communautaire, distinction nationale fondée en 2003. Il s'est vu attribuer à plusieurs reprises le titre de Collectif d'excellence, et en décembre 2008, il a reçu la distinction pour la culture du comitat de Pest.

### Réseaux extra-urbains
Bag est limitrophe des communes suivantes : au nord, Aszód ; à l'est, Hévízgyörk ; au sud-est, Galgahévíz ; au sud, Vácszentlászló ; au sud-ouest, Gödöllő (quartier de Máriabesnyő) ; et au nord-ouest, Domony.
Bag est accessible depuis la capitale et d'autres régions du pays principalement par la route principale 3, qui contourne le village par le nord-est, et par l'autoroute M3, qui traverse presque entièrement la localité. Celle-ci dispose d'un échangeur autoroutier sur son territoire, ainsi que d'une aire de repos sur sa zone rurale occidentale.
Depuis les localités voisines, Bag est reliée à Hévízgyörk et, au-delà, à Tura par la route 3105, qui constitue également la rue principale de la commune. Elle est reliée à Domony et à Iklad par la route secondaire 21115.
Bag est desservie par la ligne ferroviaire Budapest–Sátoraljaújhely, qui traverse sa partie nord. La commune dispose d'un point d'arrêt ferroviaire, la halte de Bag, située à proximité immédiate du croisement entre la voie ferrée et la route 3105.

## Économie
De nos jours, en raison de la proximité des pôles industriels régionaux, peu d'habitants de Bag travaillent dans la localité même. Environ 90 % des actifs occupés exercent leur profession dans les communes voisines ou à Budapest, située à une quarantaine de kilomètres.

## Patrimoine local

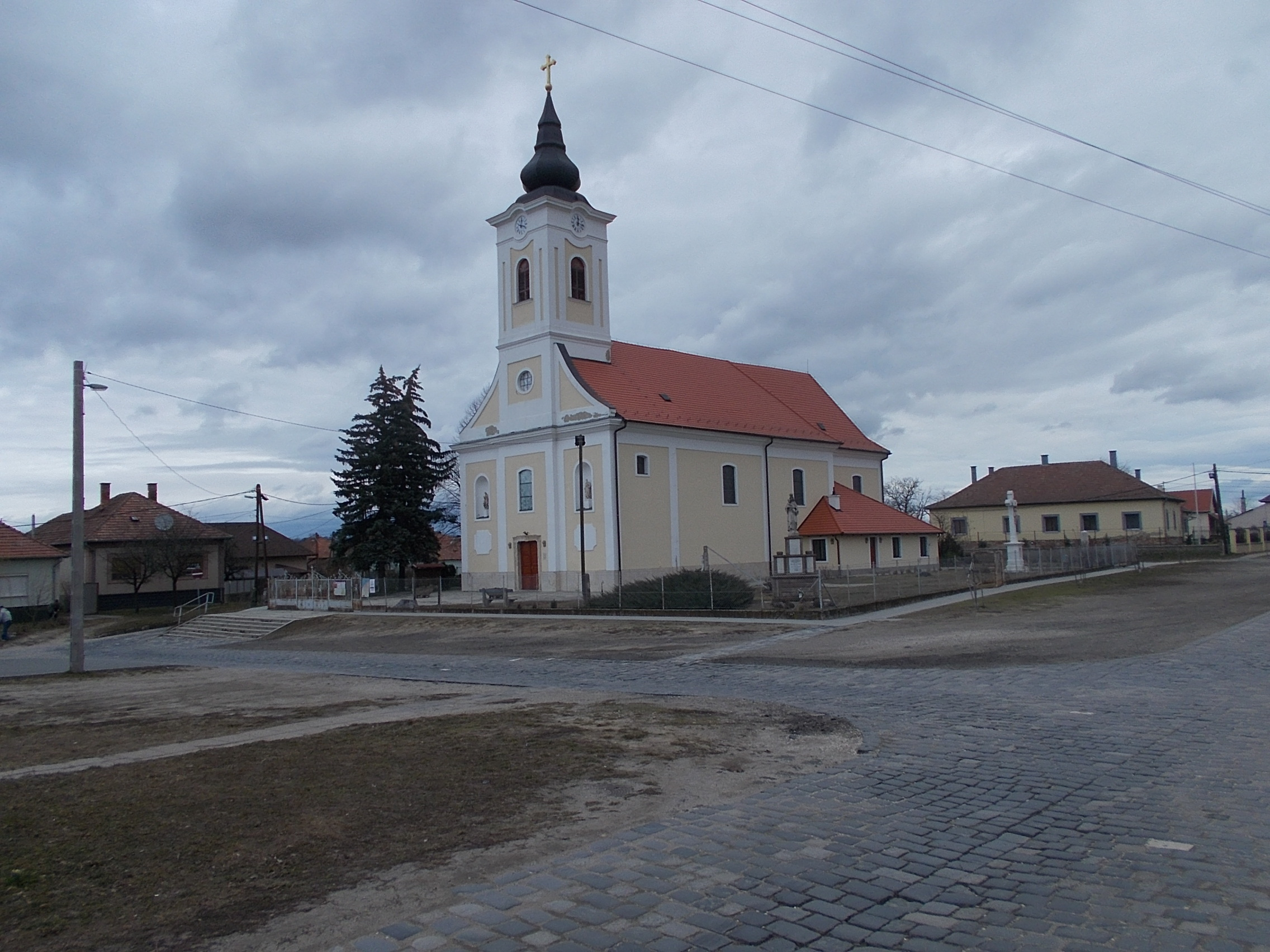
L'église catholique romaine Saint-André, construite entre 1772 et 1774.

L'un des principaux monuments de la localité est l'église catholique romaine Saint-André, construite entre 1772 et 1774 selon les dispositions testamentaires du comte Antal Grassalkovich. Il s'agit d'un grand édifice à nef unique, de style baroque. À l'entrée, se trouvent deux statues : celle de saint André, à qui l'église est dédiée, et celle de saint Jean l'Évangéliste. Le clocher en façade fut gravement endommagé en 1945 ; sa partie supérieure et sa flèche furent reconstruites en 1963. L'intérieur, spacieux et voûté en calotte tchèque (csehsüveg), est orné de peintures récentes. Le mobilier est de style baroque tardif et néoclassique.
À proximité du pont de l'autoroute enjambant le ruisseau Aranyos se dresse une statue baroque de saint Jean de Népomucène, datant du XVIIIe siècle. Non loin de là se trouve le Turbina malom, ancien moulin aujourd'hui restauré et réaménagé ; deux de ses anciennes machines sont conservées et exposées au musée Petőfi d'Aszód.

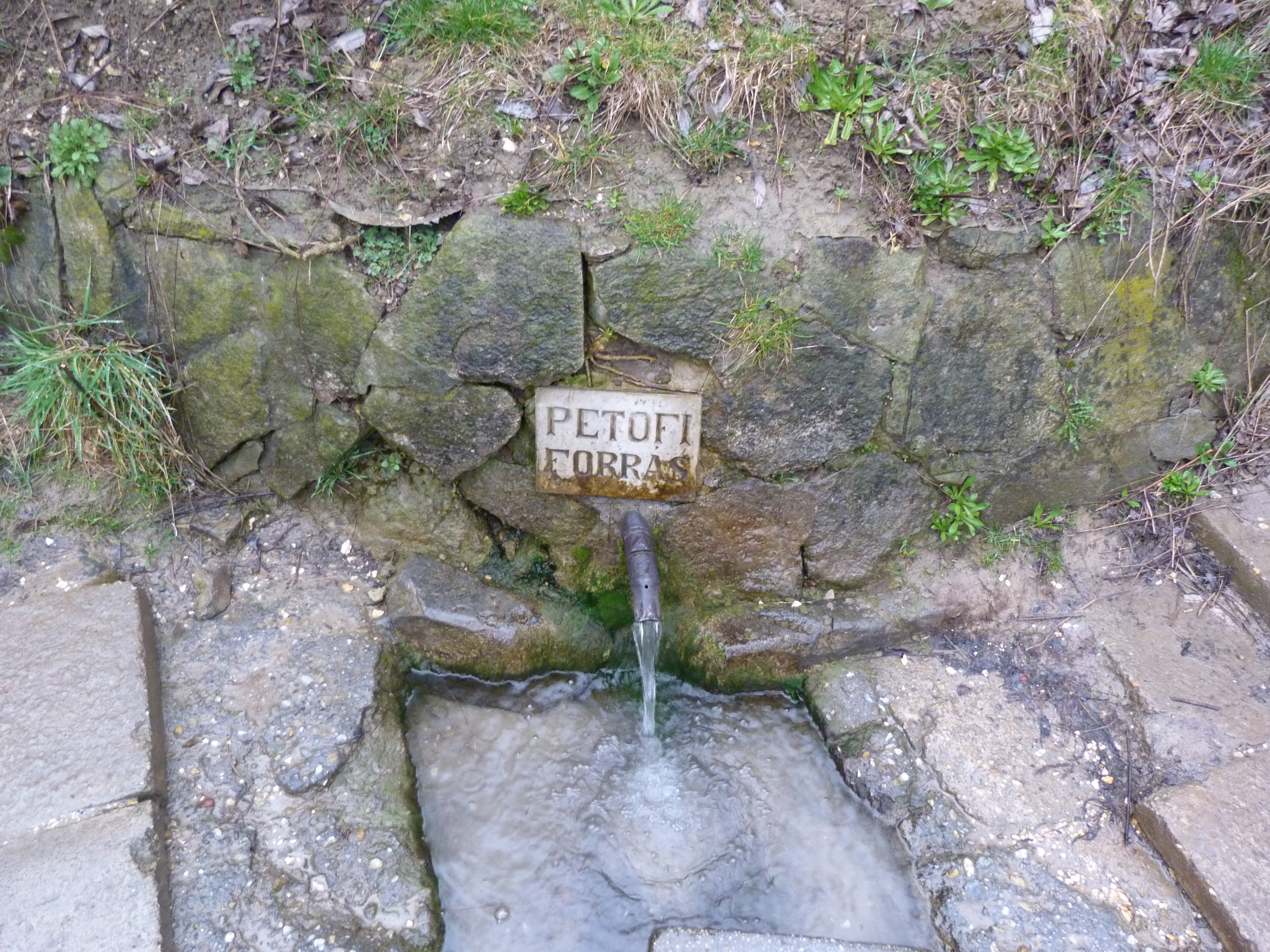
La source Petőfi.

Dans les environs du village, plusieurs csárda (auberges traditionnelles) ont été conservées. La plus ancienne, la Kisbagi csárda, fut construite dans les années 1820 dans un style vernaculaire néoclassique. Dans le hameau de Csintovány, sur le site d'une ancienne briqueterie, se trouve la Csintó csárda, à proximité de laquelle jaillit la source Petőfi.
En 1994, à l'occasion du 600e anniversaire de la première mention écrite de Bag, plusieurs monuments commémoratifs ont été inaugurés. L'un d'eux est une colonne commémorative réalisée par Zsuzsa Pannonhalmi, en forme de cylindre de sceau sumérien. Elle retrace l'histoire de la localité en six scènes :
1. la Préhistoire,
2. le rêve d'Emese,
3. l'époque ottomane,
4. 1848-1849 (en référence à la Révolution hongroise de 1848),
5. l'architecture traditionnelle,
6. le groupe folklorique Muharay.

Un monument représentant un turul, oiseau mythique des anciens Magyars, fut également érigé pour l'occasion.
Enfin, Bag compte deux monuments aux morts. Le premier, érigé en 1918, rend hommage aux victimes de la Première Guerre mondiale, et fut complété en 1948. Le second, dédié aux morts de la Seconde Guerre mondiale, se trouve dans le jardin de l'église. Il s'agit d'un monolithe portant sur ses quatre faces les noms des soldats tombés au combat.